# Françoise Hardy
Françoise Madeleine Hardy (tiếng Pháp: [fʁɑ̃.swaːz aʁ.di]; 17 tháng 1 năm 1944 – 11 tháng 6 năm 2024) là một ca sĩ và diễn viên điện ảnh Pháp. Hardy được biết tới nhiều qua ca nhạc và thời trang, được biết tới qua những bản nhạc như Tous les garçons et les filles., Comment Te Dire Adieu, Le temps de l'amour.

## Tiểu sử
Hardy lớn lên ở quận 9, thành phố Paris cùng với em gái Michèle. Cha mẹ của cô ly thân từ khi cô còn bé nên chị em cô sống với mẹ. Cô nhận quà sinh nhật từ cha sau khi thi đậu baccalauréat.
Cô bị ảnh hưởng bởi hai sao âm nhạc từ rất sớm: Charles Trenet và Cora Vaucaire, cũng như ảnh hưởng của các danh ca: Paul Anka, The Everly Brothers, Cliff Richard, Connie Francis, Marty Wilde, mà cô được nghe từ các đài phát thanh Anh ngữ tại Luxembourg.
Hết năm học thứ nhất ở trường Sorbonne, cô trả lời cho một quảng cáo trên báo tìm ca sĩ trẻ. Cô ký hợp đồng đầu tiên với hãng đĩa Vogue tháng 11 năm 1961. Tháng 4 năm 1962, chỉ thời gian ngắn sau khi cô rời trường đại học, đĩa thu âm đầu tiên “Oh Oh Chéri” của cô được phát hành, lời song ca do Johnny Hallyday sáng tác. Cùng trong đĩa này, nhạc phẩm “Tous Les Garcons Et Toutes Les Filles” đã thành công ngoài dự tính, theo đà của phong trào nhạc Yéyé ở Pháp thời bấy giờ. Nó được bán ra trên 1 triệu bản, nhận được giải thưởng “Gold disc”. Đồng thời nó vượt lên vị trí #36 trên bảng sắp hạng của “UK Singles Chart” năm 1964.

## Sự nghiệp âm nhạc
Vào cuối tháng 4 năm 1962, Françoise Hardy ghi âm album đầu tay và trong đó hầu hết các ca khúc đều do cô sáng tác, ngọai trừ một bài là của Jacques Dutronc, người chồng tương lai của cô. Tập nhạc này ban đầu không có tựa, nhưng sau đó lại mang tên của ca khúc trích đoạn đầu tiên là nhạc phẩm Tous les garçons et les filles. Thật ra, đây không phải là sáng tác ưng ý nhất của Françoise Hardy nhưng lại được hãng đĩa chọn phát hành vào mùa hè năm 1962 như ca khúc đầu tay bởi vì nội dung bài hát hợp với khung cảnh và tâm trạng của lứa tuổi mới biết yêu.
Bực mình do không được quyền chọn lựa và quyết định, Françoise Hardy cùng với gia đình đi nghỉ hè tại Innsbruck, bên Áo để trao dồi thêm tiếng Đức. Mãi đến khi cô trở về Paris, cô mới bất ngờ khám phá là bài hát Tous les garçons et les filles trở thành tình khúc của mùa hè năm 62. Với hơn 2 triệu bản được bán chạy chỉ trong vòng chưa đầy một tháng, nhạc phẩm này giúp cho cô nữ sinh tóc nâu huyền trở thành một trong những thần tượng nhạc trẻ đầu tiên trong phái nữ. Với thành công của nhạc phẩm kế tiếp là bài Le temps de l’Amour - (Một thời để yêu), ghi âm trên cùng một album, tên tuổi của Françoise Hardy vượt trội hơn cả hai cô búp bê tóc vàng là Sylvie Vartan và France Gall.
Năm 1963, cô đại diện cho Monaco hát bài “L’amour S’en Va”dự thi “Eurovision Song Contest” và được xếp hạng 5. Cùng năm, cô được trao giải thưởng “Grand Prix du Disque” từ Académie Charles Cros cho “Grand Prix du Disque for French Song”.
Năm 2005, Françoise Hardy thu âm album “Tant De Belles Choses” song ca với Perry Blake, người sáng tác 2 nhạc phẩm cho album. Françoise Hardy thắng giải “Female Artist of the Year” tại “Victoires De La Musique Ceremony” năm 2005.
Năm 2012, Françoise Hardy phát hành album thứ 27, “L’Amour Fou”, để kỷ niệm 50 năm sự nghiệp âm nhạc của cô.
Trong cuốn phim đoạt giải thưởng Greek nổi tiếng, Attenberg (2010), nhạc phẩm “Tous Les Garcons et Toutes Les Filles” của cô được trình bày bởi hai nhân vật chính trong phim diễn tả sự chờ đợi trong cô đơn của thanh thiếu niên.

## Lĩnh vực thời trang
Françoise Hardy được xem là khuôn mẫu, thần tượng số 1 của giới trẻ (Yé-Yé) trong suốt hai thập niên, cho dù chỉ vô tình bởi Françoise Hardy vốn là một người có bản tính nhút nhát, cộng thêm mặc cảm thua kém bạn bè thời còn đi học (nhà không có điều kiện, không có tiền ăn diện, tham dự các party...) cho nên cô không bao giờ nghĩ rằng cách ăn mặc của mình sẽ trở thành “mốt”!
Bên cạnh đó, Françoise Hardy còn có một thân hình không lấy gì làm hấp dẫn: gầy như cây sậy (cao 1m79, vòng số 1 và vòng số 3 rất khiêm nhượng), mà một nhà báo Mỹ mô tả là “con sếu mặc mini-skirt và mang giày boot”, không bao giờ mặc màu đỏ, không son môi, không hút thuốc, không biết hay không thích khiêu vũ)...

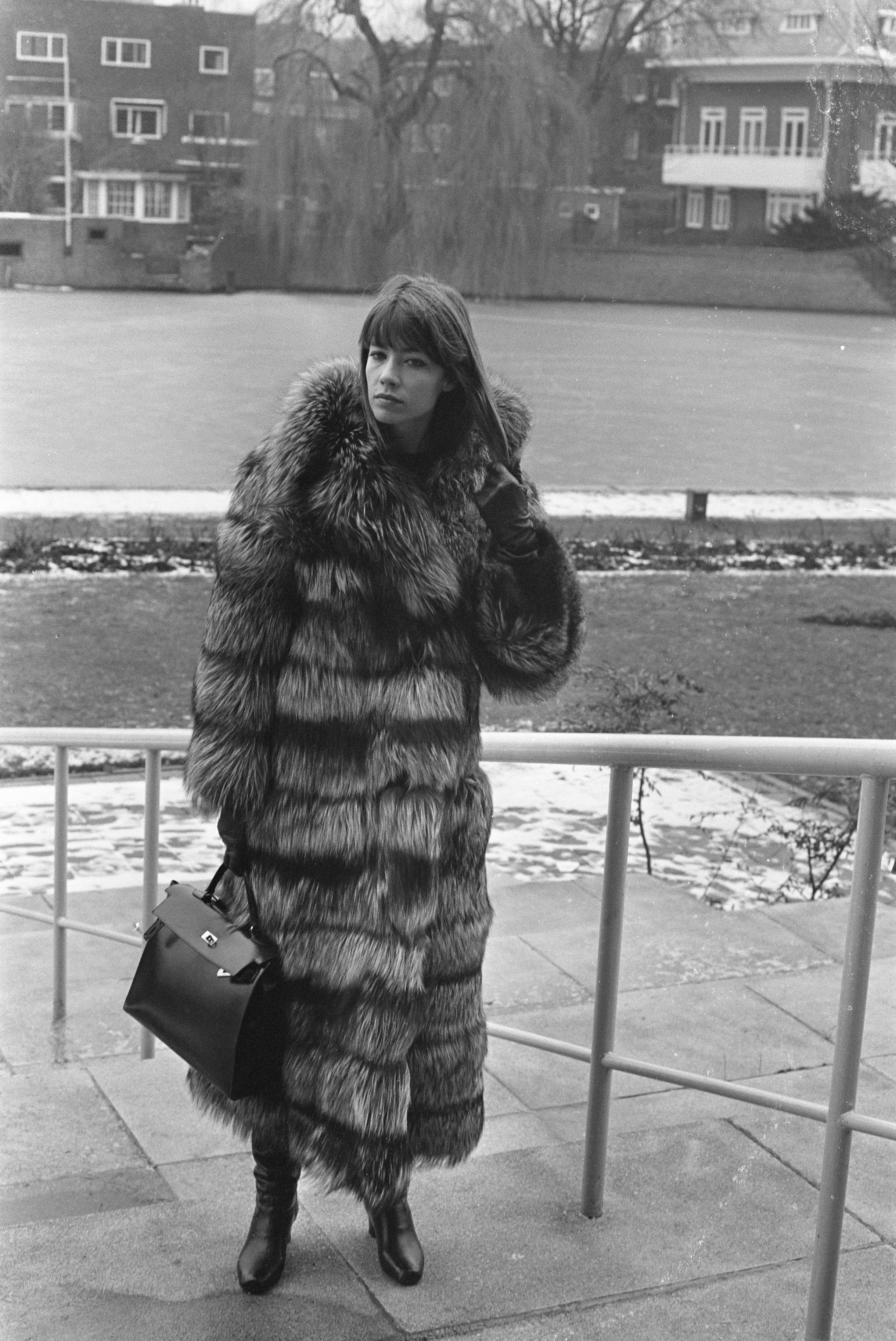

Nhưng khi được tạp chí thời trang Vogue giới thiệu tới độc giả vào 1963, Françoise Hardy lập tức trở thành một hiện tượng – “hiện tượng đối nghịch với thần tượng nhục thể Brigitte Bardot” (anti-Bardot).
“Con sếu mặc mini-skirt và mang giày boot” ấy đã một sớm một chiều trở thành biểu tượng thời trang Pháp, được các hiệu thời trang nổi tiếng như Paco Rabbane, Yves Saint Laurent ca tụng, và tạo ảnh hưởng sâu đậm nơi các thế hệ đi sau, trong đó có nhà thiết kế thời trang Alexa Chung (biên tập tạp chí thời trang Vogue ấn bản Anh quốc), Nicolas Ghesquière, bộ óc sáng tạo của hiệu thời trang Louis Vuitton hiện nay...
Năm 1964, khi Françoise Hardy sang Hoa Kỳ lần đầu tiên và trình diễn trên truyền hình, Bob Dylan đã cảm tác một bài thơ đề tặng, phổ biến trên bìa một album của anh. Khi Françoise Hardy tới Anh quốc, cô được Mick Jagger của ban nhạc The Rolling Stones xưng tụng là “ideal woman”; rất có thể vì vậy mà girlfriend của Mick lúc đó – nữ ca sĩ Anh Marianne Faithfull – đã bắt chước y hệt cách ăn mặc của Françoise Hardy.